# Morten Nielsen (Fußballspieler, 1990)
Morten Nielsen (* 24. Februar 1990 in Kopenhagen) ist ein ehemaliger dänischer Fußballspieler.
Der Stürmer spielte für die Dansk Boldspil-Union in den Jugendnationalteams und ist der Sohn des ehemaligen dänischen Nationalspielers Jørgen Nielsen, genannt Benny Nielsen.

## Karriere
Nielsen begann seine Karriere beim Kjøbenhavns Boldklub, bevor er im Jahr 2005 in die Jugendakademie des FC Chelsea wechselte. Im Juli 2007 unterschrieb er seinen ersten Profivertrag, spielte jedoch hauptsächlich im Reserveteam der Londoner.
Im März 2009 wurde der Sportchef von Landskrona BoIS, Mats Aronsson, auf ihn aufmerksam, wobei im Verlauf der Verhandlungen ein Ausleihgeschäft ausgehandelt wurde. Nachdem das Leihgeschäft in Schweden beendet war und die Verantwortlichen des FC Chelsea keine weitere Verwendung für den dänischen Nationalspieler sahen, wurde der noch laufende Vertrag aufgelöst. Im Juli 2009 unterschrieb er beim AZ Alkmaar, konnte sich aber nicht durchsetzen. Im März 2010 wechselte Nielsen erneut auf Leihbasis zu Landskrona BoIS, wo er unter der Leitung von Henrik Larsson aktiv war.
Im Sommer 2010 ging er zurück nach Dänemark, wo er beim Erstligisten FC Midtjylland einen Vertrag unterschrieb. Nachdem er in der Saison 2010/11 gar nicht zum Einsatz kam und zu Beginn der Saison 2011/12 nur einen Kurzeinsatz absolviert hatte, wurde er Ende August 2011 bis zum Jahresende an den Zweitligisten FC Fredericia verliehen, wo er mehr Spielpraxis sammeln sollte. Dort kam er jedoch auch nur zu zwei Einsätzen. Im Januar 2012 löste er seinen Vertrag beim FC Midtjylland auf, um eine neue Herausforderung zu suchen. Er konnte jedoch keine neuen Verein finden und pausierte deshalb zunächst einige Monate.
Im Oktober 2012 sollte Nielsen ein Probetraining beim deutschen Drittligisten Rot-Weiß Erfurt absolvieren, konnte aber krankheitsbedingt anreisen. Anfang Januar 2013 erhielt er dann eine zweite Chance, um bei Erfurt vorzuspielen. Aufgrund einer weiteren Verletzung an der Wade, die er sich beim Training mit der Mannschaft zuzog, wurde die Dauer seines Probetrainings verlängert. Nachdem er überzeugen konnte, unterschrieb er Ende Januar 2013 einen Vertrag bis zum Saisonende 2012/13 mit der Option auf ein weiteres Jahr. Seinen ersten Einsatz absolvierte er am 2. Februar 2013 beim Spiel des 24. Spieltages gegen den VfL Osnabrück, bei dem er die Vorlage zum 2:1-Siegtreffer gab. Im November 2013 löste er aus privaten Gründen seinen Vertrag in Erfurt wieder auf.